# Бедзюк, Сергей Васильевич
Сергей Васильевич Бедзюк (5 июня 1954, Щербаков, Ярославская область, РСФСР, СССР) — кандидат в отряд космонавтов НПО «Энергия» (1978 г.), был представителем международного фонда Ю. А. Гагарина в Канаде, иностранный член Российской Академии космонавтики имени К. Э. Циолковского.

## Биография
Сергей Васильевич Бедзюк родился 5 июня 1954 года в городе Щербакове Ярославской области СССР. В 1971 году окончил среднюю школу № 43 г. Рыбинска. В 1977 году — Московский авиационный институт им. Серго Орджоникидзе, факультет «Летательные аппараты».
С 6 апреля 1977 года по 1988 год работал в НПО (ныне РКК) «Энергия», на летно-испытательной службе. Был инструктором многих экипажей космических кораблей, также инженером-испытателем. В конце своей работы на предприятии, специализировался на отработке методик действий экипажей при выходе в открытый космос. Имеет изобретения в этой области. Бедзюк участвовал в проектировании и разработке перспективных изделий в части внекорабельной деятельности.
Кандидат технических наук, защитил диссертацию «Проектирование бортового комплекса технических средств для обучения космонавтов в условиях длительного космического полета». После ухода из НПО «Энергия» образовал в Санкт-Петербурге Центр внедрения достижений космонавтики, где работал исполнительным директором. С 1996 года живёт в Канаде. В 1996—1999 годах — участник, а затем представитель международного фонда Ю. А. Гагарина в Канаде. С апреля 1999 года работает в Канадском космическом агентстве (инструктор по работе с манипулятором на Международной космической станции). В 1999 году был избран иностранным членом Российской Академии космонавтики имени К. Э. Циолковского (секция «Космическая медицина и эргономика»).
Женат. Имеет дочь Марию (род. в 1993 г). Среди его увлечений числятся: плавание, виндсерфинг, теннис, горные лыжи.

## Космическая деятельность
12 апреля 1977 года подал заявление на зачисление в отряд космонавтов НПО «Энергия». В августе 1978 года Государственной медицинской комиссией признан годным для космических полетов и зачислен кандидатом в отряд космонавтов НПО «Энергия». В течение нескольких лет входил в состав резерва.